# Il Videogiornale del Fantabosco
Il Videogiornale del Fantabosco è stato un programma televisivo per bambini che è andato in onda su Rai Tre dall'11 settembre 2003 al 2010 con orari spesso variati, come alle 7:00, alle 8:00, alle 10:30 oppure alle 11:00, è passato nel 2011 su Rai Yoyo tornando nel 2013 con la decima edizione.
Nella stagione 2011-2012 e nell'inverno 2012, il programma è stato sostituito da Le storie di Gipo. Nel 2013 vanno in onda contemporaneamente il Videogiornale, il pomeriggio e Le Storie di Gipo, la mattina.

## Il programma

### Personaggi
Gipo Scribantino è il direttore del giornale Il Fantabosco, giornale ufficiale del Fantabosco e vive nella Torre Scribantina. Insieme a lui, collaborano per il giornale il merlo Fischiolante e gli altri giornalisti merli strilloni. Inoltre, nella Torre Scribantina è presente il quadro di Melantone, il fondatore del giornale, che borbotta, dorme o ride.

### Struttura del programma
Nel corso della puntata, Gipo scrive il suo giornale inserendoci fatti accaduti nel suo regno di fiaba qualche anno prima. Per fare ciò lo aiuta la Pressa Spremicarta (per far vedere i fatti del Fantabosco e che aziona con le parole "Dai spremicarta, sparisci scrittura, fiorisci figura!") e il Morganetto (per le videocanzoni del Fantabosco). A fine puntata, prima di stampare il giornale e distribuirlo ai merli giornalisti, che infine lo distribuiscono per tutto il regno, Gipo fa vedere al bambino che lo segue da casa una "pulcherrima storia", come direbbe lui dal suo Magico librone. Gipo chiama il bambino che segue il programma Puerillus.
Dalla nona edizione, la Torre Scribantina, cambia il suo aspetto, la grande finestra alle spalle di Gipo scompare.  Dalla decima edizione, Gipo torna alla Torre Scribantina con la scenografia dell'ottava edizione comprendendo anche la serra.

## Stagioni e puntate

### Prima stagione - 2002/2003
| Puntata | Titolo         |
| ------- | -------------- |
| 1       | I Folletti     |
| 2       | Le Streghe     |
| 3/4     | Le Principesse |
| 5       | I Lupi         |
| 6       | Le Fate        |
| 7       | Gli Orchi      |
| 8       | I Geni         |
| 9       | Gli Gnomi      |
| 10      | I Principi     |

### Seconda stagione - 2003/2004
Alcune parole riportate qui sotto non sono i titoli del videogiornale, bensì il tema di ogni puntata.
Alcuni episodi sono stati trasmessi per televisione con un nome e pubblicati in VHS (in versione accorciata da 30') con un altro nome, qui riportato fra parentesi.
| Puntata | Titolo                                       |
| ------- | -------------------------------------------- |
| 1       | Viva Re Quercia!                             |
| 2       | Fantasport                                   |
| 3       | Brividi!                                     |
| 4       | Gli amici partiti: Jolly Cembalo             |
| 5       | La dieta di Gipo                             |
| 6       | Giocattoli per tutti (Giocattoli)            |
| 7       | Pesci di carta                               |
| 8       | Il teatro dei travestimenti (Travestimenti!) |
| 9       | Le malattie                                  |
| 10      | Radio Gufo                                   |
| 11      | Vacanze ai tropici                           |
| 12      | Corpi di fiaba                               |
| 13      | Lampo                                        |
| 14      | Le grandi imprese                            |
| 15      | Il cielo sopra le fiabe (Cieli di fiaba)     |
| 16      | Prepotentorum (Prepotenti)                   |
| 17      | Libri e Libroni (Melelibroni)                |
| 18      | I Risparmi di gipo                           |
| 19      | Alberi di fiaba (Alberi magici)              |
| 20      | I Parenti                                    |
| 21      | Oggetti magici                               |
| 22      | L’uovo di gipo                               |
| 23      | Viaggi                                       |
| 24      | Bellezza                                     |
| 25      | Pubblicità!                                  |
| 26      | La missione di Tonio                         |
| 27      | L' animale misterioso                        |
| 28      | un nuovo pignalento                          |
| 29      | Geografia                                    |
| 30      | Ambiente                                     |

### Terza stagione - 2004/2005
| Puntata | Titolo                           |
| ------- | -------------------------------- |
| 2       | Buona Notte                      |
| 3       | Buffi Camuffi                    |
| 4       | La missione di Tonio             |
| 5       | L'arrivo di Fata Lina            |
| 6       | La partenza di Strega Salamandra |
| 7       | L'arrivo di Milo Cotogno         |
| 8       | Una nuova strega                 |

### Quinta stagione - 2006/2007
- magica mela
- sciupafiabe sciò sciò !
- una torta per gipo
- lanterne magiche
- orologio a cucù

### Sesta stagione - 2007/2008
I seguenti episodi della sesta stagione non sono elencati nell'ordine di messa in onda.
- Il cuore del Re
- Che belli i pipistrelli (ep. 25)
- Vento baruffo
- Ciao, Orco Rubio
- Invidie!
- Il raduno delle Fate
- Lunga vita a Re Quercia
- Un Folletto per amico
- Buon Natale, Gipo!
- C'era una volta...
- gipo in viaggio

### Settima stagione - 2008/2009
- maledetto vermio
- le casse misteriose
- baci per gipo
- il sabba delle streghe
- un premio per gipo
- la più bella è orchidea
- che vita principessa!
- gipo fra le stelle

### Ottava stagione - 2009/2010
| Puntata | Titolo                     |
| ------- | -------------------------- |
| 1       | Una bambola per Gipo       |
| 2       | Drollo, che pasticcione    |
| 3       | Gipo del futuro            |
| 4       | Buon compleanno Melantone  |
| 5       | Gipo di mare e di montagna |
| 6       | Gipo ridens                |
| 7       | Gipo alla rovescia         |
| 8       | Polvere di stelle          |

### Nona stagione - Primavera 2011
La nona stagione de Il videogiornale del Fantabosco è piena di novità. La prima ad essere trasmessa sul canale digitale tematico per bambini Rai YoYo, l'edizione dell'anno 2011 vede lo gnomo Gipo Scribantino (Oreste Castagna) nella sua Torre Scribantina - modificata scenograficamente - impegnato a scrivere i suoi "numeri specialis" del Giornale del Fantabosco. Nella sua alta torre che si affaccia sul bosco c'è ancora il quadro dell'antenato scriba Melantone che sbuffa, ride, dorme e parla con Gipo. Inoltre alla scrittura dei giornali, Gipo è aiutato dal merlo giornalista Fischiolante che spesso si prende beffa di lui o gli fa degli scherzi. Gipo da quest'anno comunica con i "Puerillus" telespettatori attraverso il sito internet (www.videogiornale.rai.it) che lui usa tramite il "Gipovisore". Dai video o disegni dei bambini prende spesso spunto per la sua raccolta dei numeri speciali e sui fatti accaduti. La novità più grande è che Gipo scende per la prima volta nel bosco ad indagare con il "Magitaccuino" dove prende appunti e dal quale escono spesso i filmati stessi. Possiede anche il "Merlofonino" (il Merlofono senza fili; il "Merlofono" è il telefono che usa per parlare nella torre con Fischiolante e i Reali del Fantabosco) e nel bosco vive anche lui delle vere avventure: infatti in questa edizione il girato diventa una vera storia. Nella torre ha sempre i suoi libri, annali del giornale, i fogli della "Cartacanzone" con tutte le canzoni del Fantabosco che vede e ascolta tramite il "Morganetto", la "Pressa Spgremicarta", il "retino acchiappa-notizie" e il "Pannocchiale" che usa per scrutare il bosco dall'alto. Importante in questa edizione è anche la regia di Lello Spizzico che diventa regia in movimento al contrario della statica delle precedenti edizioni. Questa edizione comprende 25 puntate.
| Puntata | Titolo                      |
| ------- | --------------------------- |
| 1       | La cometa scribantina       |
| 2       | Nonno Melantone             |
| 3       | I ritratti di Gipo          |
| 4       | Ricordi di scuola           |
| 5       | Fantanimali!                |
| 6       | Caccia alla fata            |
| 7       | Gipo innamorato             |
| 8       | Gipo dietro la maschera     |
| 9       | Giochi di Gipo              |
| 10      | Casa mia, casa mia          |
| 11      | Fate la pace!               |
| 12      | Mamma natura                |
| 13      | Musica musica               |
| 14      | Il colore dell'anno         |
| 15      | Storie di carta             |
| 16      | Libri per tutti             |
| 17      | Super Gipo Eroe             |
| 18      | Magico Gipo                 |
| 19      | La pancia magica            |
| 20      | Intervista con la strega    |
| 21      | Gipolimpiadi                |
| 22      | Malattie scribantine        |
| 23      | Il gioco delle storie       |
| 24      | La fatina del Fantabosco    |
| 25      | Tutti diversi, tutti uguali |

### Decima stagione - Primavera-Autunno 2013
In questa decima stagione in onda, su Rai Yoyo, dal 2 marzo 2013 (tranne durante la pausa estiva), il sabato e la domenica alle 16:15, il programma ritorna alla struttura dell'ottava edizione dell'anno 2009-2010. Torna la scenografia delle prime nove stagioni, ricompaiano le grandi finestre alle spalle di Gipo. Va in onda contemporaneamente con la terza edizione de Le storie di Gipo.
La struttura del programma è uguale alle prime nove stagioni: Gipo scrive il Giornale del Fantabosco mostrando al "Puerillus" i fatti accaduti; utilizza ancora la Pressa Spremicarta e il Morganetto, con lui ancora Melantone - antenato fondatore del giornale che ogni tanto si anima - e ancora il Merlofono per parlare con il suo merlo giornalista Fischiolante. Non mancano la sua Tormentilla e le altre piante della serra. Gipo non scende più dalla Torre in quanto dedica più spazio alle cronache da mostrare. Infatti questa edizione è direttamente collegata a quanto accade nel Fantabosco.
Questa edizione presenta il maggior numero di puntate rispetto a tutte le edizioni realizzate.
Puntate: decima stagione 
| Puntata | Titolo                           |
| ------- | -------------------------------- |
| 1       | L'editto della regina            |
| 2       | Vento di pubblicità              |
| 3       | Il Fantabosco dei desideri       |
| 4       | In forma con Gipo                |
| 5       | Posta per Gipo!                  |
| 6       | La scomparsa di Cappuccetto      |
| 7       | Gatti, principi e leoni          |
| 8       | Invito a Picco Malvento          |
| 9       | Il mio amico orco                |
| 10      | Pancia mia fatti capanna         |
| 11      | Una torre a colori               |
| 12      | Una pianta stregale              |
| 13      | Una torre da brivido             |
| 14      | Dormi, Melantone!                |
| 15      | Ma che bella famiglia!           |
| 16      | Un topolino nella torre          |
| 17      | Una strega fantapignosa          |
| 18      | La festa delle fate              |
| 19      | Amici artisti                    |
| 20      | Ragni di fiaba                   |
| 21      | All'arrembaggio!                 |
| 22      | L'acqua scribantina              |
| 23      | Una memoria di ferro             |
| 24      | Il Grande Torneo                 |
| 25      | Acqua di città laggiù            |
| 26      | A spasso nel tempo               |
| 27      | Un uovo per Gipo                 |
| 28      | Bugie scribantine                |
| 29      | Una genietta scintillante        |
| 30      | Milo, Il Folletto del Fantabosco |
| 31      | Il cucù di Gipo                  |
| 32      | La bacchetta magica              |
| 33      | Chi la fa l'aspetti              |
| 34      | W il teatro!                     |
| 35      | La grande festa!                 |
| 36      | Amina Lucente!                   |
| 37      | Neve al Fantabosco               |
| 38      | Nuovi amici di sangue blu        |

## Videocassette
Nel 2003 sono uscite in tutte le edicole e librerie le videocassette di 17 episodi della prima stagione del programma.

## Dvd
Nel 2004/2005 sono usciti in tutte le edicole e librerie i dvd di 4 episodi del programma.
1. Alberi magici
2. Buona notte!
3. Buffi camuffi
4. Un nuovo pignalento